# Neptune (Schiff, 1804)
Der französische Zweidecker Neptune war ein 80-Kanonen-Schiff der Tonannt-Klasse. Fertigungsbeginn war noch zur Zeit der Revolutionskriege, in Dienst gestellt wurde das Schiff jedoch erst während der Napoleonischen Kriege. Das Schiff verbrachte lediglich fünf Jahre in der französischen Kriegsmarine, bevor es 1808 an die Spanier überging. In dieser Zeit nahm es allerdings an mehreren Gefechten teil, nicht zuletzt an der Schlacht von Trafalgar. Erwähnenswert ist auch, dass die Neptune eines von drei Schiffen war, die an dieser Schlacht teilnahmen und als Namenspatron den römischen Meeresgott hatten. Die anderen Schiffe waren die HMS Neptune, ein Schiff zweiten Ranges mit drei Kanonendecks, sowie die spanische Neptuno, ein Zweidecker mit ebenfalls achtzig Geschützen.

## Fertigung und Indienststellung
Die Neptune wurde 1801 in Toulon nach den Entwürfen von Jacques-Noël Sané auf Kiel gelegt und gefertigt. Sie war ein Schiff vom Bucentaure-Typ und ein typischer französischer 80-Kanonen-Zweidecker. Zum Zeitpunkt des erneuten Kriegsausbruchs zwischen Frankreich und Großbritannien im Mai 1803 als Folge des Scheiterns des Friedens von Amiens war sie noch immer in der Werft, wurde allerdings einige Monate später vom Stapel gelassen. Danach folgte der Aufbau der Masten, Rahen und die Betakelung, bis das Schiff schließlich Ende 1804 unter dem Kommando von Kommodore Esprit-Tranquille Maistral in Dienst gestellt wurde.

## Der Weg nach Trafalgar
Die Neptune schloss sich Ende Oktober 1804 der restlichen Flotte mit dem Auftrag an, in Richtung Karibik zu segeln. Die Schiffe unter dem Kommando von Vizeadmiral Pierre de Villeneuve sollten mit 6500 Soldaten britische Besitztümer in der Karibik angreifen. Ihr Auslaufen wurde allerdings durch eine Blockade britischer Schiffe unter Horatio Nelson verhindert. Erst am 17. Januar wagte Villeneuve den Ausfall. Die französischen Schiffe wurden jedoch durch britische Fregatten entdeckt. Das ebenfalls auftretende schlechte Wetter bewog ihn jedoch zur Umkehr. Nelson war zwar unterdessen von seinem Ausfall unterrichtet worden, rechnete jedoch nicht mit einer Rückkehr von Villeneuve. Stattdessen suchte er das Mittelmeer nach dessen Schiffen ab, bis er nach sechs Wochen von ihrer Position erfuhr.
Erst am 29. März kam es zu einem erneuten Ausbruchsversuch der Franzosen, bei dem sie den Briten auch entkommen konnten. Am 8. April durchsegelte die französische Flotte die Straße von Gibraltar, erreichte Cádiz und segelte von dort nach Martinique, wo sie am 14. Mai eintraf und wo sich ihr mehrere spanische Schiffe anschlossen.
Dort erwarteten sie eine Flotte aus Brest, die aber durch eine Blockade des Hafens ebenfalls am Auslaufen gehindert wurde. Die Neptune segelte zusammen mit Villeneuves Flotte am 11. Juni zurück nach Europa, als offenbar wurde, dass Nelson in Barbados eingetroffen war.
Eine britische Flotte unter Vizeadmiral Sir Robert Calder konnte die Franzosen allerdings in den europäischen Gewässern aufspüren, was zur Schlacht bei Kap Finisterre führte. Die Neptune hatte die elfte Position in der Schlachtlinie inne, hinter der Berwick und vor der Bucentaure.
Nach der verlustreichen Schlacht, die jedoch für die Neptune wenig ereignisreich war, erreichte sie mit der restlichen Flotte am 20. August Cádiz, mit Zwischenstationen in Vigo (28. Juli) und Ferrol (2. August). Nach Monaten erneuter Blockade beschloss Villeneuve das Auslaufen für Mitte Oktober und Kommodore Maistral begann, die Neptune entsprechend auszurüsten.

## Trafalgar
Zu Beginn der Schlacht von Trafalgar lag die Neptune an zwölfter Position in der Schlachtlinie. Auf Backbordseite befanden sich achtern die Redoutable und voraus das Flaggschiff, die Bucentaure. Der Zweidecker griff 25 Minuten nach Schlachtbeginn in das Geschehen ein, nachdem sie weiter abgefallen war. Eine unerfahrene Crew sorgte dafür, dass das spanische 74er San Justo die Neptune von ihrer Position hinter dem Flaggschiff verdrängte. Erschwerend kam hinzu, dass das ebenfalls spanische 64er San Leandro seine Position hinter der Neptune verließ und sich leeseits der San Justo positionierte. Dies bewirkte eine Lücke in der Schlachtordnung, die auch durch die Bemühungen der Redoutable nicht mehr rechtzeitig geschlossen werden konnte.
Die Victory stieß vor der Neptune durch die französisch-spanische Flotte, so dass das 80er Linienschiff eine Breitseite aus der Backbordbatterie auf Nelsons Schiff abfeuern konnte, was den Bugbereich des größeren Schiffes beschädigte. Alsbald befahl Maistral, sich von der schwerer bewaffneten Victory zu entfernen. Stattdessen eröffnete die Neptune das Feuer auf die HMS Temeraire, die durch die Lücke brechen wollte, die von der Victory geöffnet worden war, und konnte ihre Takelage und Masten so schwer beschädigen, dass das Schiff manövrierunfähig wurde und nun auch von der San Justo unter Feuer genommen wurde.
Um 14:30 Uhr erreichte Maistrals Schiff schließlich die HMS Belleisle, einen 74er, der von der britischen Flotte abgeschnitten worden war. Die Bellesle erhielt jedoch Unterstützung und nach einem kurzen Feuergefecht mit dem 64er Linienschiff HMS Polyphemus schloss sich die Neptune dem Rückzug nach Cádiz an, als klar wurde, dass die franko-spanische Flotte überwältigt werden würde. Die Schäden an der Neptune waren gering und nur 15 Tote und 39 Verwundete waren zu beklagen.

## Spanische Dienstzeit
Die Reste der französischen Flotte inklusive der Neptune unter Vizeadmiral François Étienne de Rosily-Mesros wurden in Cádiz erneut blockiert. Als Spanien schließlich am 4. Juli 1808 auf Seiten Großbritanniens in den Krieg gegen Frankreich eintrat, versuchte Rosily, die Flotte zu verlegen, wurde aber am 9. Juli von spanischen See- und Landstreitkräften angegriffen. Die Verhandlungen wegen des Verbleibs der Flotte bei Frankreich blieben erfolglos und so ergab sich die französische Flotte den Spaniern am 14. Juli. Die Neptune wurde umbenannt in Neptuno und segelte noch 12 Jahre unter spanischer Flagge, bis sie 1820 verschrottet wurde.